# Descabezado Grande
Descabezado Grande je vulkanické pole o rozloze 20×30 km, tvořené více stratovulkány a sypanými kužely, nacházející se v centrální části Chile, asi 30 km západně od argentinských hranic. Vznik pole se odhaduje na pozdní pleistocén a petrograficky je tvořeno andezity, dacity a ryolity. Samotný stratovulkán Descabezado Grande se nachází přibližně ve středu pole, jeho vrchol je tvořen 1,4 km širokým kráterem, v současnosti zaledněným.